# Peter Paul Draewing

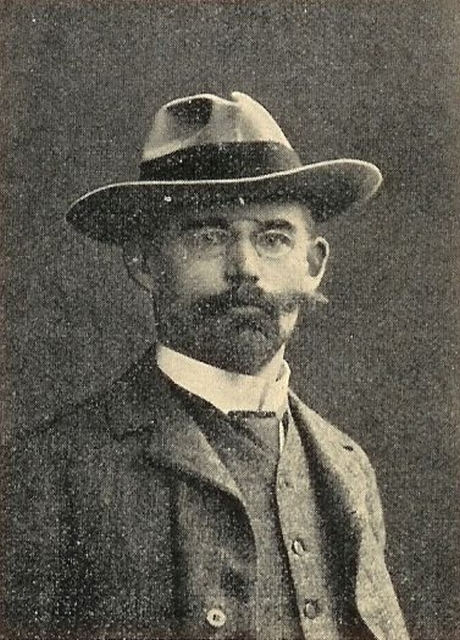
Peter Paul Draewing, 1906

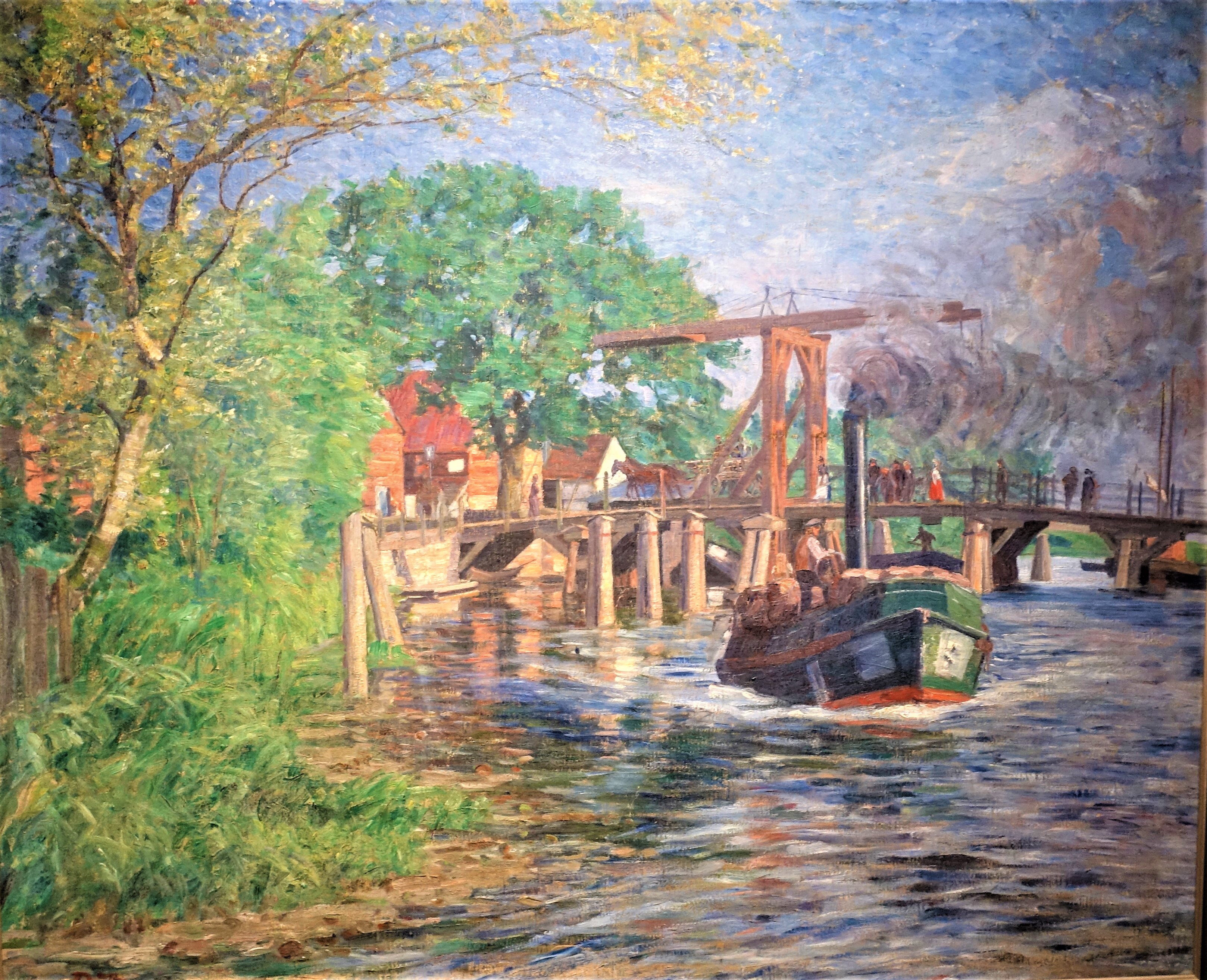
Peter Paul Draewing: An der Warnowbrücke in Schwaan um 1905, Kunstmuseum Schwaan

Peter Paul Draewing (* 29. Juni 1876 in Schwaan als Paul Friedrich Wilhelm Draewing; † 9. März 1940 in Eisenach) war ein deutscher Maler. Draewing malte vor allem stimmungsvolle, vom französischen Impressionismus beeinflusste Landschaftsbilder.

## Leben
Peter Paul Draewing entstammte kleinbürgerlichen Verhältnissen. Er wurde geboren als Sohn des Zigarrenmachers Christian Peter Johann Draewing und dessen Frau Sophie Luise Auguste, geb. Zahrdt.
Den Beruf eines Dekorationsmalers erlernte Draewing in Rostock. Dort besuchte er auch die Gewerbeschule.
1896 begann er das Studium an der Kunstschule Weimar, wo er bis 1904 Schüler von Theodor Hagen, Carl Frithjof Smith und Hans Olde war. Von 1904 bis 1907 folgten weitere Studien an der Kunstakademie in Kassel. 1907 heiratete er in Weimar. Im gleichen Jahr führte ihn eine Studienreise nach Norwegen.
Ab 1907 war Draewing bei Ausstellungen in Düsseldorf, München, Schwerin, Kassel und Hannover vertreten.
Gemeinsam mit Franz Bunke besuchte er alljährlich seine alte Heimatstadt, um hier mit anderen Malinteressierten Studien in der Umgebung der Stadt zu betreiben. Draewing war eine der tragenden Säulen der Schwaaner Künstlerkolonie.
1915 siedelte die Familie von Weimar nach Eisenach über. Dort nahm er eine Anstellung als Zeichenlehrer in der Eisenacher Zeichenschule an. Anlässlich seines 60. Geburtstages fand im Juni 1936 im Eisenacher Schlossmuseum eine Jubiläumsausstellung mit über 60 Werken, vor allem Ölgemälden und Aquarellen, statt. Draewing war Mitglied im Deutschen Künstlerbund.